# 宮本隆司 (実業家)
宮本 隆司（みやもと たかし、1931年 - 2014年1月24日）は、日本の実業家。東京都出身。ギンビス社長。2014年1月24日午前10時30分、肺炎のため神奈川県大磯町の病院で死去。82歳没。